# 빈스 바넷
빈스 바넷(Vince Barnett, 1902년 7월 4일 ~ 1977년 8월 10일)은 미국의 배우이다.

## 영화
- 크레이지 마마 (1975년)
- 더 빅 마우스 (1967)
- 0011 나폴레옹 솔로 - 스파이 인 더 그린 햇 (1966년)
- 닥터 골드풋 앤 더 비키니 머신 (1965년)
- 첩보원 0011 (1964년)
- 잔인한 힘 (1947년)
- 스웰 가이 (1946년)
- 노 리브, 노 러브 (1946년)
- 보스톤에서 온 두 자매 (1946년)
- 살인자들 (1946년)
- 스릴 오브 어 로맨스 (1945년)
- 마이 페이버릿 스파이 (1942년)
- 페이퍼 블렛 (1941년)
- 스타 이즈 본 디 오리지널 (1937년)
- 하층민(영어판) (1936년)
- 쉬 러브스 미 낫 (1934년)
- 어페어 오브 셀리니 (1934년)
- 턱보트 애니 (1933년) - 캡 드라이버 역
- 더 프라이즈파이터 앤 더 레이디 (1933년)
- 걸 인 419 (1933년)
- 맨 오브 더 포레스트 (1933년)
- 선셋 패스 (1933년)
- 헤리티지 오브 더 데저트 (1932년)
- 타이거 샤크 (1932년)
- 스카페이스 (1932년) - 안젤로 역
- 서부 전선 이상 없다 (1930년)